# Фюрт (район)
Фюрт (нем. Fürth) — район в Германии. Центр района — город Цирндорф. Район входит в землю Бавария. Подчинён административному округу Средняя Франкония. Занимает площадь 307,4 км². Население — 118 695 чел. Плотность населения — 386 человек/км².
Официальный код района — 09 5 73.
Район подразделяется на 14 общин.

## Города и общины

Муниципалитеты района Фюрт (Бавария)

### Города
1. Лангенценн (10 652)
2. Оберасбах (17 737)
3. Цирндорф (25 748)
4. Штайн (14 346)

### Ярмарочные общины
1. Аммерндорф (2 037)
2. Вильхермсдорф (5 479)
3. Кадольцбург (11 257)
4. Росталь (10 127)

### Общины
1. Гросхаберсдорф (4 377)
2. Зойкендорф (3 158)
3. Обермихельбах (2 884)
4. Пушендорф (2 319)
5. Тухенбах (1 397)
6. Файтсбронн (6 735)

### Административные сообщества
1. Обермихельбах-Тухенбах
2. Файтсбронн (Зойкендорф и Файтсбронн)

## Население
По оценке на 31 декабря 2015 года население района Фюрт составляет 114 291 чел. 

| Дата      | 1840  | 1871  | 1900  | 1925  | 1939  | 1950  | 1961  | 1970  | 1987  | 2011   |
| --------- | ----- | ----- | ----- | ----- | ----- | ----- | ----- | ----- | ----- | ------ |
| Население | 19025 | 21186 | 24701 | 28990 | 36705 | 54850 | 62105 | 75261 | 93861 | 112786 |

| Год       | 1960  | 1970  | 1980  | 1990  | 2000   | 2009   | 2010   | 2011   | 2012   | 2013   | 2014   | 2015   |
| --------- | ----- | ----- | ----- | ----- | ------ | ------ | ------ | ------ | ------ | ------ | ------ | ------ |
| Население | 61772 | 75852 | 91073 | 98621 | 112896 | 114475 | 114810 | 113259 | 113959 | 114513 | 113847 | 114291 |

## Внешние ссылки
- Официальная страница